# Круков (Лауэнбург)
Круков (нем. Krukow) — община в Германии, в земле Шлезвиг-Гольштейн.
Входит в состав района Герцогство Лауэнбург. Подчиняется управлению Лютау. Население составляет 184 человека (на 31 декабря 2010 года). Занимает площадь 7,94 км².